# Ochosternus
Ochosternus is een geslacht van kevers uit de familie  
kniptorren (Elateridae).
Het geslacht is voor het eerst wetenschappelijk beschreven in 1863 door Candèze.

## Soorten
Het geslacht omvat de volgende soorten:
- Ochosternus canalensis Fleutiaux, 1891
- Ochosternus cribriceps Fauvel, 1904
- Ochosternus dubius Fleutiaux, 1891
- Ochosternus gigas Candèze, 1882
- Ochosternus howensis Lea, 1929
- Ochosternus montrouzei Fleutiaux, 1891
- Ochosternus norfolcensis Lea, 1929
- Ochosternus pacificus Fauvel, 1904
- Ochosternus potensis (Montrouzier, 1860)
- Ochosternus punctiger Fleutiaux, 1891
- Ochosternus zealandicus (White, 1846)